# Boundaries (film, 2018)
Pour les articles homonymes, voir Boundaries.
Pour plus de détails, voir Fiche technique et Distribution.
Boundaries est une comédie dramatique de Shana Feste sortie en 2018.

## Synopsis
Laura et son fils Henry sont contraints de conduire son père trafiquant d'herbe et insouciant à travers le pays, après avoir été expulsé de sa maison de retraite.

## Fiche technique
- Titre original : Boundaries
- Réalisation : Shana Feste
- Scénario : Shana Feste
- Direction de la photographie : Sara Mishara
- Montage : Marie-Hélène Dozo, Dorian Harris
- Musique : Michael Penn
- Sociétés de production : Bluegrass Films, Fake Empire et Universal Pictures
- Sociétés de distribution :Sony Pictures Classics (United States), Mongrel Media (Canada)
- Pays d’origine :  États-Unis
- Langue : Anglais
- Durée : 104 minutes
- Format :
- Genre : Comédie dramatique
- Dates de sortie
- États-Unis : 22 juin 2018
- Canada : 6 juillet 2018

## Distribution
- Vera Farmiga (VF : Ivana Coppola) : Laura Jaconi
- Christopher Plummer (VF : Achille Orsoni) : Jack Jaconi
- Lewis MacDougall (VF : Benjamin Bollen) : Henry
- Bobby Cannavale (VF : Gilles Morvan) : Léonard
- Kristen Schaal (VF : Laëtitia Lefebvre) : JoJo Jaconi
- Peter Fonda (VF : Hervé Jolly) : Joey
- Christopher Lloyd (VF : Benoît Allemane) : Stanley
- Dolly Wells (VF : Claire Beaudouin) : Sofia
- Yahya Abdul-Mateen II (VF : Rody Benghezala) : Serge